# ハグロシロハラミズナギドリ
ハグロシロハラミズナギドリ（羽黒白腹水薙鳥、学名：Pterodroma nigripennis）は、ミズナギドリ目ミズナギドリ科に分類される鳥類の一種である。

## 分布
オーストラリア東部からニュージーランド付近の南太平洋の島嶼で繁殖し、非繁殖期は北太平洋中部に北上する。
日本では迷鳥として、北海道で1980年に記録されて以来本州中部以南で数例の観察がある。台風通過後に迷行したと考えられる記録もある。

## 特徴
全長約30cm。翼開長は約66cm。頭頂から翼上面は羽褐色で、翼から腰に黒褐色のM字型の模様が出る。翼下面は白く、翼角付近から斜めに黒く太くはっきりとした切れ込み線がはいる。喉から下尾筒までの体の下面は白い。嘴は黒褐色で、足はピンク色である。 
雌雄同色である。

## 生態
非繁殖期は海洋で生活する。飛翔は軽快である。
食性は動物食で、軟体動物や魚類を捕食する。
繁殖形態は卵生。

## 保全状態評価
- LEAST CONCERN (IUCN Red List Ver. 3.1 (2001))